# Slagzone

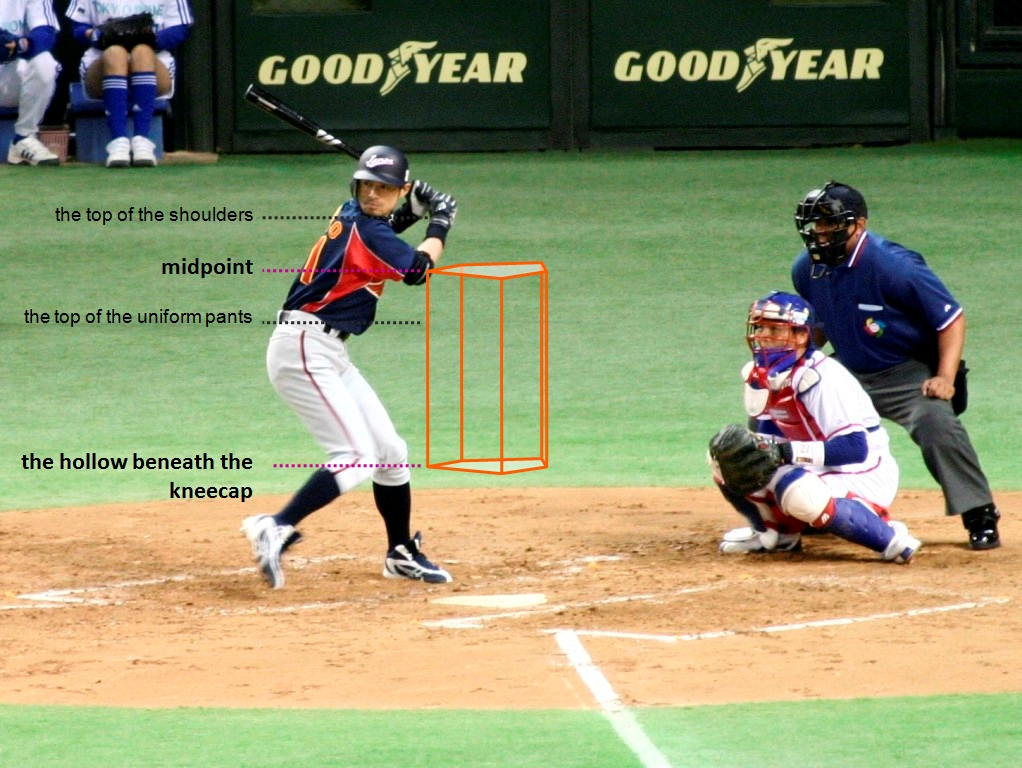
De slagzone

De slagzone bij honkbal is een drie-dimensionale ruimte waar een werper de bal dient te gooien zodat de scheidsrechter kan beslissen of het een raakbare bal is; ook wel strikezone genoemd.

## Inhoud
De bovenkant van de slagzone is het midden van de afstand tussen de schouder van de slagman en de bovenkant van zijn broek. De onderkant van de slagzone is de holte van de knie. De rechter- en linkergrenzen van de slagzone zijn de randen van de thuisplaat.
Een bal die aan de buitengrens van de slagzone raakt is net zo zeer een slagbal als een bal die recht in het midden wordt geworpen. Een worp waar niet naar geslagen wordt en die buiten de slagzone passeert noemt men een wijdbal. In de praktijk kan de de facto afgedwongen slagzone op om het even welk moment en op een verschillend niveau variëren.
Een slagman die drie slagballen heeft in één enkele slagbeurt wordt uit geworpen en dus uitgesloten (een uitzondering, een ongevangen derde slagbal); een slagman die 4 wijdballen in één slagbeurt krijgt mag zich naar eerste honk begeven. In de 19de eeuw waren er 9 wijdballen nodig voor de slagman voor hij zich naar eerste honk mocht begeven. Als wederdienst, kon de slagman verzoeken dat de bal hoog, laag of in het midden van de slagzone werd geworpen.

## Handhaving
Terwijl de honkbalregels een nauwkeurige definitie voor de slagzone verstrekken, is het in de praktijk het oordeel van de scheidsrechter dat beslist of de worp door de juiste zone gaat. Historisch roepen de scheidsrechters vaak hoogten volgens een eigentijds inzicht in de slagzone eerder dan de officiële definitie.
Vele factoren hebben bijgedragen tot de verschillen tussen de officiële en conventionele slagzones in het Major League Baseball (MLB). De veranderingen begonnen in de jaren zeventig, toen de scheidsrechters hun borstbescherming compacter werd om het beweegcomfort te vergroten. Het lager zitten betekende een lagere gezichtslijn, en veroorzaakte dat de grenzen van de slagzone daalden. Aldus werd de slagzone vaak afgedwongen als zodanig dat de hoogten boven de taille wijdballen waren, en worpen een paar centimeter buiten de randen van de thuisplaat werden slagballen genoemd. Aangezien de werpers de hogere slagzone verloren, begonnen zij lager en meer aan de buitenkant te werpen zodat slagmannen zich dichter bij de plaat plaatsten.
Tezelfdertijd was er een verandering in houding onder zowel spelers als liga-ambtenaren betreffende worpen aan de binnenkant van de zone. Terwijl de werpers van de jaren 60 zoals Bob Gibson het het recht van een werper beschouwden om hoog en aan de binnenkant (dicht bij het lichaam) te werpen, zouden de recentere slagmannen het eerder als offensief beschouwen. MLB paste zijn regels aan zodat werpers die opzettelijk de slagman raakten verwijderd werden uit een spel waar eerder een waarschuwing als consequentie gold. Spoedig gingen slagmannen zich dichter bij de plaat begeven en gingen ze op zoek naar de ballen aan de buitenkant van de slagzone.
In 2001, gaf de MLB de opdracht aan zijn scheidsrechters om hoogten volgens de officiële definitie, eerder dan volgens de conventionele definitie te roepen. De scheidsrechters moesten „hoge“ en aan de „binnenkant“ geworpen ballen als slagballen aanduiden, terwijl de worpen geheel voorbij de buitenzijde van de slagzone wijdballen moesten worden genoemd. De scheidsrechters toonden maar een beperkte naleving voor een tijd, maar weldra was de de facto slagzone op de conventionele definitie teruggekomen. Kort daarna begon de MLB persoonlijk scheidsrechters te evalueren volgens het QuesTec worp-volgend systeem. Of dergelijke evaluatie de slagzone van vandaag dichter aan de rulebook definitie heeft gebracht is discutabel, maar de meeste scheidsrechters, spelers en analisten, net als de auteurs van een studie over het onderwerp aan de Universiteit van Nebraska, geloven dat dankzij QuesTec, de afgedwongen slagzone in 2002-2006 groter was in vergelijking met de zone in 1996-2000 en zo dichter aan leunt bij de rulebook definitie. Sommige commentators, zoals Tim Roberts van covers.com, geloven dat de zone zo veel is veranderd dat sommige werpers, zoals Tom Glavine, hun aanvang voor het werpen radicaal hebben moeten aanpassen.
Ondanks het feit dat de afgedwongen slagzone een van de fundamentele regels van honkbal is, wekt het verschil in zone niet erg veel belangstelling op. In het algemeen beschouwen de spelers en de managers consistentie eerder dan nauwkeurigheid als het belangrijkste kenmerk van een goed-beoordeelde slagzone. Vaak in amateur of in jeugdreeksen kan de afgedwongen slagzone zeer afhankelijk zijn van de scheidsrechter; de spelers verwachten dat de scheidsrechter binnen één spel eenzelfde slagzone houdt.

## Verdere lectuur
- Gammons, Peter (6 april 1987). What Ever Happened to the Strike Zone?. Sports Illustrated 66 (14): 36–40, 45–46.